# ديفيد برادبري
ديفيد برادبري (بالإنجليزية: David Bradbury)‏ هو محامي وسياسي أسترالي، ولد في 28 فبراير 1976 في سيدني في أستراليا. حزبياً، نشط في حزب العمال الأسترالي. وقد انتخب عضو مجلس النواب الأسترالي عن دائرة Division of Lindsay ‏ (24 نوفمبر 2007 – 7 سبتمبر 2013).